# Alseuosmia macrophylla
Espèce
Alseuosmia macrophylla est une espèce de plante à fleurs de la famille des Alseuosmiaceae. Elle est aussi dénommée toropapa ou karapapa. Il s'agit d'un petit arbuste à feuilles persistantes qui est endémique à la Nouvelle-Zélande, avec deux espèces étroitement apparentées. 

## Répartition et habitat
L'aire de répartition de cette espèce est l'île du Nord de la Nouvelle-Zélande et l'île du Sud de la Nouvelle-Zélande. On trouve 'A. macrophylla sur l'île du Nord du district écologique de Hamilton où Blechnum discolor et Blechnum filiforme sont des éléments de sous-étage avec Nothofagus truncata et rimu en sur-étage. En tant que plante de sous-bois, le toropapa ne tolère pas le plein soleil ni le gel, et ses racines doivent rester humides et fraîches. Cependant, tant que ces conditions sont respectées, il est raisonnablement résistant et est parfois cultivé comme plante de jardin.

## Utilisation
Cette plante est connue pour le parfum agréable de ses fleurs, et son nom de famille se traduit par « bosquet parfumé ». Les petites baies rouges du toropapa sont comestibles et ont un goût sucré. 

## Systématique
Le nom correct complet (avec auteur) de ce taxon est Alseuosmia macrophylla A.Cunn..